# Escuela Secundaria Horikoshi
La Escuela Secundaria Horikoshi (堀越高等学校 Horikoshi Kōtō Gakkō?) es una escuela secundaria privada ubicada en el distrito de Nakano, Tokio. Fue fundada el 16 de abril de 1923 por Chiyo Horikoshi. 
La escuela es ilustre por albergar a numerosas celebridades japonesas, tales como idols, actores y atletas, entre otros. Ha desarrollado un sistema de cursos especiales para artistas que no pueden asistir a cursos de tiempo completo. Desde abril de 2010, el director es Toshiyuki Itō.

## Historia
La escuela fue fundada el 16 de abril de 1923 por la educadora Chiyo Horikoshi, a quien también se le atribuye la fundación de la actual Universidad Femenina de Wayō en 1897. Comenzó siendo una escuela preparatoria solo para mujeres, pero en 1947 pasó a ser una escuela secundaria superior, siguiendo el nuevo sistema escolar. En marzo de 1951, pasó a ser conocida como Academia Horikoshi mediante la promulgación de la ley de escuela privada. En abril de 1957, se abrió la admisión para hombres y se estableció un departamento para estos. 
En septiembre de 1959, se establecieron varios cursos generales, incluido uno de comercio; en abril de 1973 y, debido al 50 aniversario de la institución, se estableció un curso de educación física y otro de entretenimiento físico. La escuela también ha pasado por varias mejoras a lo largo de los años. En agosto de 1992, se finalizó la construcción de sus instalaciones, la cafetería y otros trabajos de reparación. 
En abril de 2014, se inició la construcción de un nuevo edificio escolar, debido a lo cual se alquiló un espacio en la Escuela Preparatoria de Nakano para continuar con las clases. En el proceso se abolió el jardín de infantes que era operado por la misma corporación. La construcción finalizó en agosto de 2016.

## Cursos

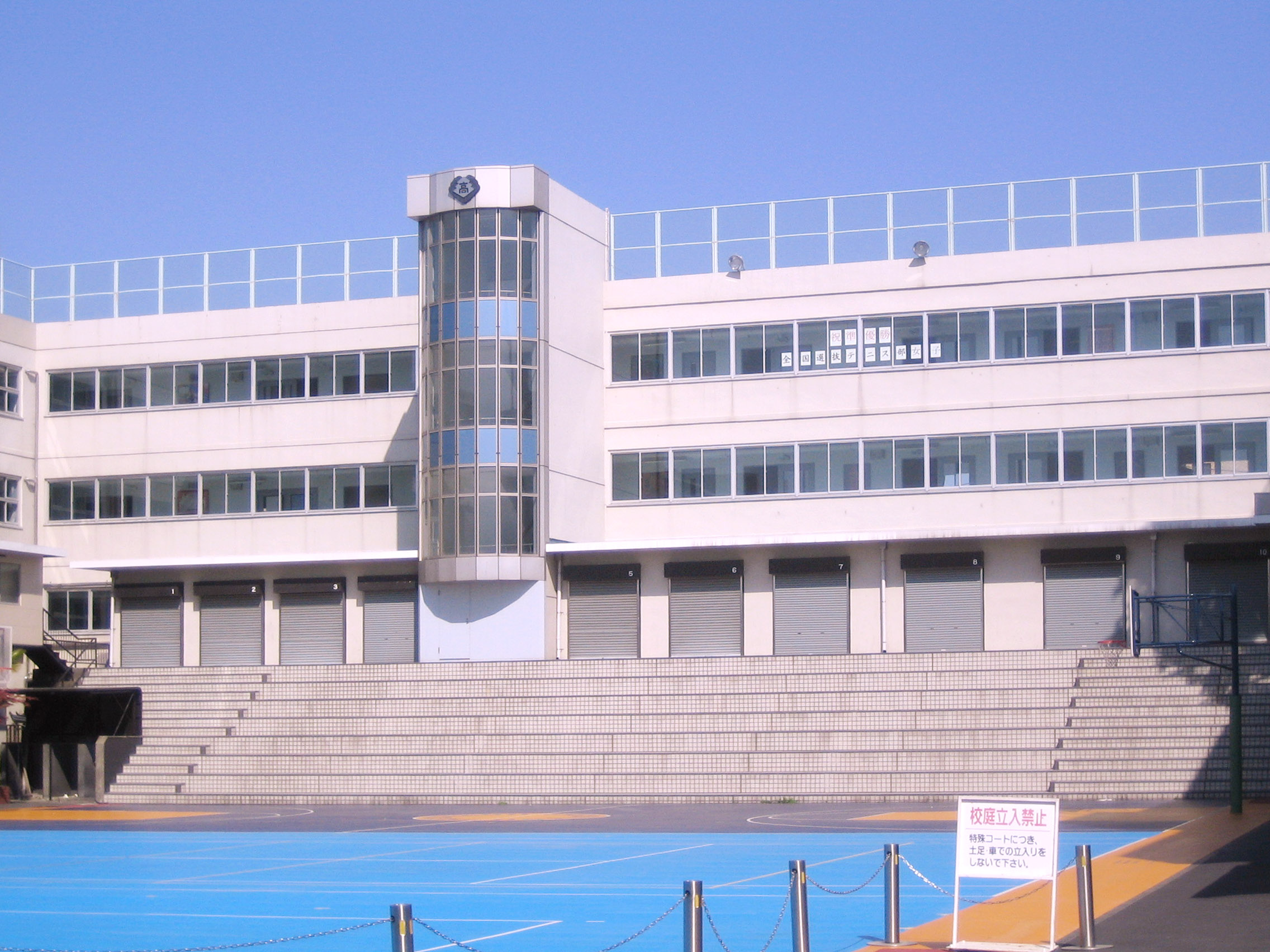
Uno de los edificios traseros de la escuela.

### Curso de estudios avanzados
Consiste en un curso para aquellos estudiantes que deseen ingresar a la universidad o a una escuela vocacional tras graduarse, así como también para aquellos que buscan empleo. En segundo año, se divide en dos clases de clases de arte y ciencias. Las matrículas están abiertas para la Universidad de Meisei y el Centro de formación profesional en Koganei.

### Curso de entrenamiento físico
Consiste únicamente en cursos de educación física para quienes deseen desempeñarse en el mundo del deporte. Los deportes que se incluyen son fútbol y béisbol, entre otros.

### Curso de enfermería
Es una clase de promoción especial.

### Curso para artistas
Un curso especial para estudiantes activos en el mundo del entretenimiento, que incluye a idols, actores, cantantes y atletas. Tiene un gran número de cursos selectivos con la finalidad de ajustarse a la agenda de la celebridad en cuestión, permitiendo así poder llevar a cabo el plan de estudios y las actividades escénicas de forma dual. Se estableció para dar motivación a las celebridades para estudiar. Hay casos en los que un estudiante puede graduarse sin tener que asistir a clases, de acuerdo con el criterio de la escuela, siempre y cuando esté ocupado con actividades de entretenimiento. La cantidad de estudiantes es de 40 a 50 que se dividen en tres años de acuerdo a la edad, y los maestros se asignan a cada curso por separado.

## Estudiantes notables
| Yūri Chinen        | 2012     | Miembro de Hey! Say! JUMP      |
| Saki Fukuda        |          | Actriz                         |
| Ayumi Hamasaki     | Abandonó | Cantante de J-pop              |
| Kimiko Ikegami     | 1986     | Actriz                         |
| Mayuko Kawakita    | 2011     | Actriz                         |
| Ryoko Kobayashi    | 2008     | Actriz                         |
| Takako Matsu       |          | Actriz, cantante y compositora |
| Tomoka Kurokawa    | 2008     | Actriz                         |
| Shiori Kutsuna     | 2011     | Actriz                         |
| Seiko Matsuda      | 1980     | Cantante de J-pop              |
| Jun Matsumoto      | 2002     | Miembro de Arashi              |
| Haruma Miura       | 2009     | Actor                          |
| Hikaru Yaotome     | 2009     | Miembro de Hey! Say! JUMP      |
| Taiyō Ayukawa      | 2009     | Exmiembro de Ya-Ya-yah         |
| Yūto Nakajima      | 2012     | Miembro de Hey! Say! JUMP      |
| Riko Narumi        | 2011     | Actriz                         |
| Misako Renbutsu    |          | Actriz                         |
| Ai Takabe          | 2007     | Seiyū                          |
| Rakuto Tochihara   | 2008     | Actor                          |
| Ryōsuke Yamada     | 2012     | Miembro de Hey! Say! JUMP      |
| Tomohisa Yamashita | 2004     | Exmiembro de NEWS              |
| Yūki Ogoe          | 2013     | Actor                          |